# Saba Kord Afshari
Saba Kord Afshari (Farsi: صبا کردافشاری, * červenec 1998) je íránská občanská aktivistka a politická vězeňkyně. Byla zatčena 11. června 2019 v souvislosti s kampaní Bílé středy proti zákonu o nuceném zahalování žen. Revolučním soudem byla odsouzena na 24 let. Podle stránek (Tavana) měla v době zatčení 19 let.
V roce 2022 Nejvyšší soud trest snížil na pět let. V únoru 2023 byl její rozsudek zrušen v rámci hromadné amnestie u příležitosti výročí Íránské islámské revoluce. Dne 8. února byla Saba Kord Afshari z věznice Evín propuštěna na svobodu.
Ve vězení však zůstává její matka Raheleh Ahmadi. V prosinci 2019 byla kvůli snaze o propuštění své dcery odsouzena na dva roky a sedm měsíců vězení.